# Buławikowate
Buławikowate (Macrouridae) – rodzina morskich ryb dorszokształtnych (Gadiformes). Polska nazwa rodziny nawiązuje do kształtu ich ciała.

## Występowanie
Wszystkie oceany, od Arktyki do Antarktydy, strefa bentalu i pelagialu na dużych głębokościach (od 200–2000 m), a jeden z gatunków – ponad 6000 m.

## Cechy charakterystyczne
Ciało krótkie, zwężające się w stronę ogona, pokryte drobnymi łuskami.
Duża głowa i oczy. Nieparzysty wąsik podbródkowy występuje u większości gatunków, zwłaszcza u zasiedlających strefę bentalu. Druga płetwa grzbietowa i płetwa odbytowa łączą się na końcu ogona, płetwa ogonowa nie występuje (poza jednym gatunkiem z rodzaju Trachyrincus). Gatunki głębokowodne mają pod skórą na brzuchu narządy świetlne w postaci gruczołów z bakteriami. Samce buławików wydają dźwięki wprawiając w wibrację duży pęcherz pławny. Długość ciała zwykle do 0,8 m, a u Albatrossia pectoralis do 1,5 m.
Rodzaje zaliczane do buławikowatych grupowane są w podrodzinach:

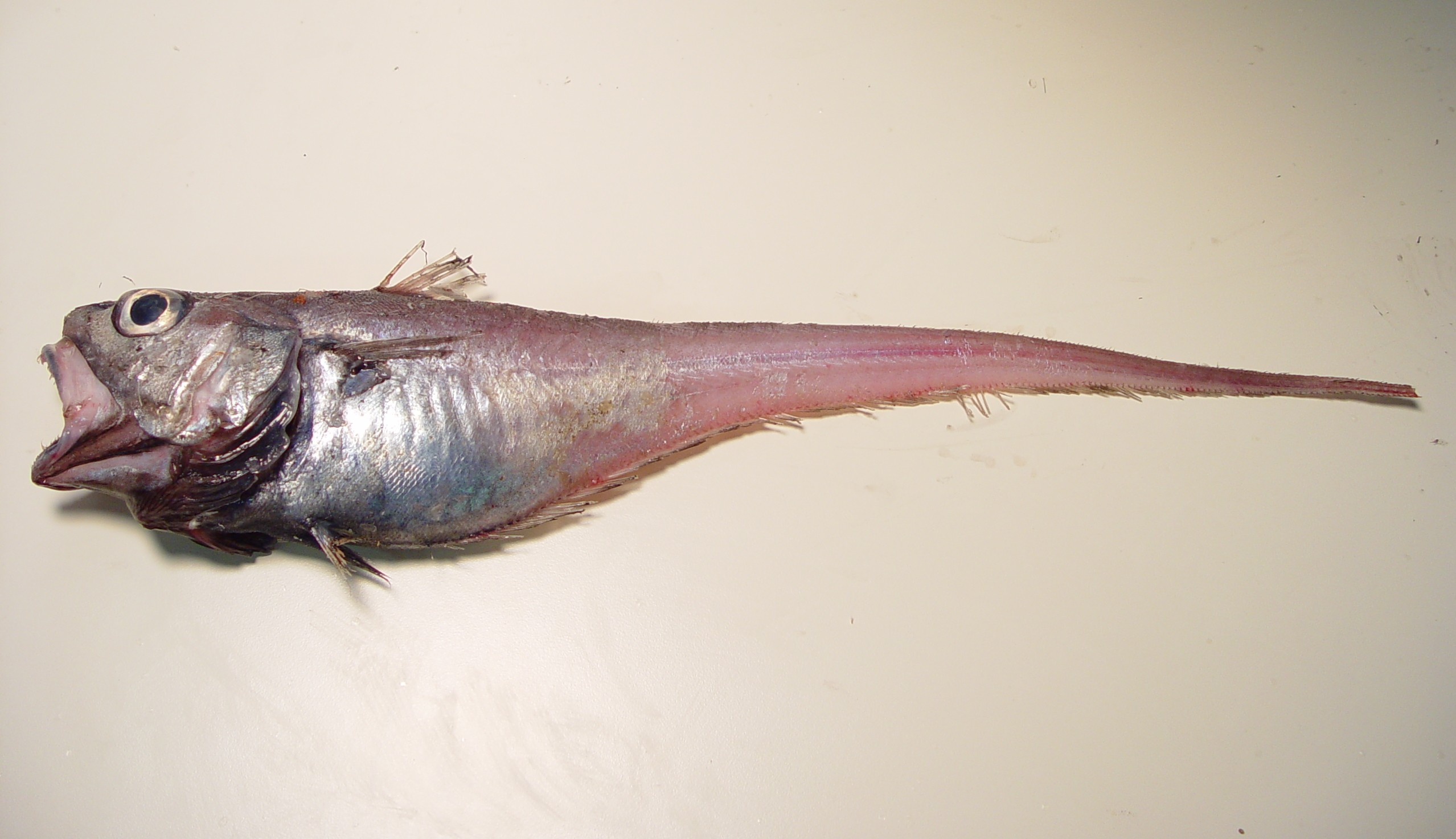
Buławik złotawy (Malacocephalus laevis)

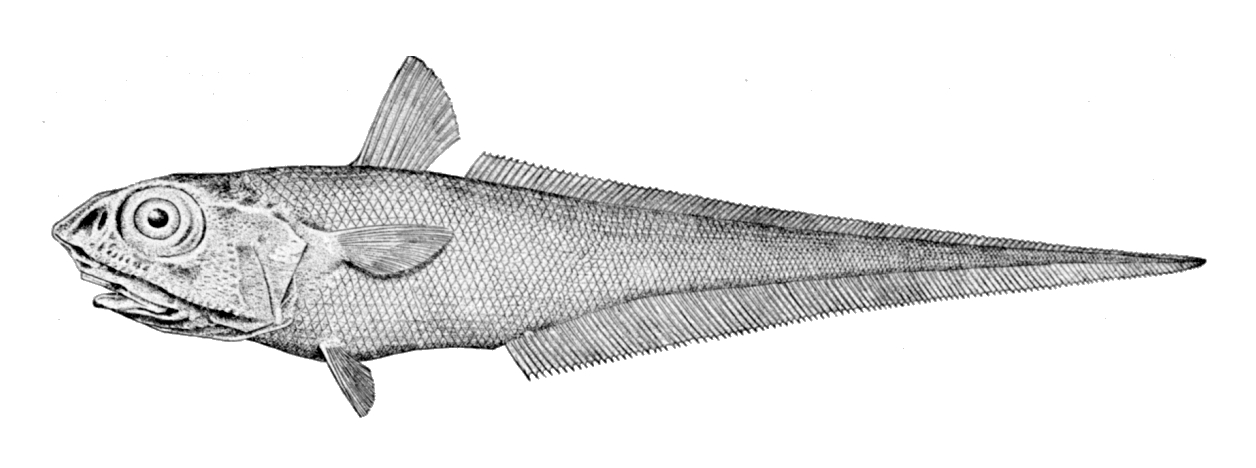
Buławik siwy (Macrurus berglax)

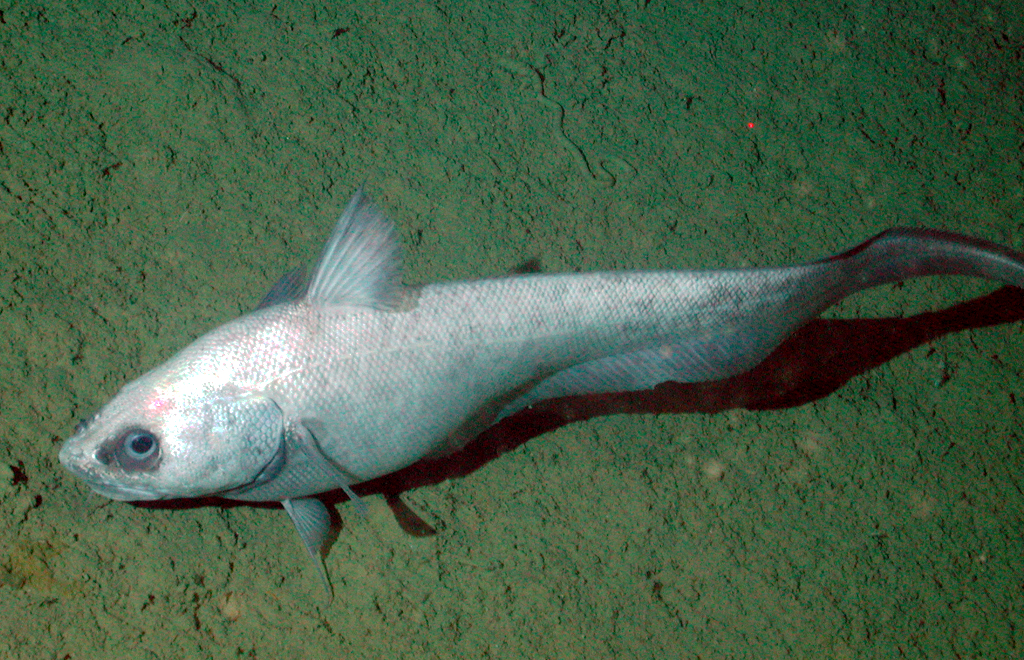
Coryphaenoides leptolepis

## Klasyfikacja
Rodzaje zaliczane do tej rodziny są zgrupowane w podrodzinach Bathygadinae, Macrouroidinae, Macrourinae, Trachyrincinae:
Albatrossia — Asthenomacrurus — Bathygadus — Cetonurichthys — Cetonurus — Coelorinchus — Coryphaenoides — Cynomacrurus — Echinomacrurus — Gadomus — Haplomacrourus — Hymenocephalus — Hymenogadus  — Idiolophorhynchus — Kumba — Kuronezumia — Lepidorhynchus — Lucigadus — Macrosmia — Macrouroides — Macrourus — Malacocephalus — Mataeocephalus — Mesobius — Nezumia — Odontomacrurus — Paracetonurus  — Pseudocetonurus — Pseudonezumia — Sphagemacrurus — Spicomacrurus  — Squalogadus — Trachonurus — Trachyrincus — Ventrifossa